# Wojciech Kawecki
Wojciech Kawecki (ur. 2 kwietnia 1950 w Łodzi, zm. 10 marca 2018 tamże) – satyryk, współzałożyciel kabaretu Kapota. Z wykształcenia matematyk i filozof. 
Znany z piosenek dziadowskich: „Historyja o tem jak chuda jest granica między panującym Dziadem a dziadującym Panem ...”, „Idzie nowe”, „Kataryny korbą kręcę”, „Dary”, ponadto „Dla tych co zwatpili - Kuba” i jako emeryt Feliks Raptus w audycji Parafonia, wiele skeczy radiowych pt. „Dobre Rady dają Dziady”, „Między nami sąsiadami”. Współpracował z Radiową III Polskiego Radia, Radiem Łódź, Radiem RSC ze Skierniewic. Udział w cyklicznym programie telewizyjnym KANAŁ 5 z Poznania, TVP 1. Telewizyjny program autorski KAPOTA czy FRAK.
Był starszym asystentem na Uniwersytecie Łódzkim w Zakładzie Logiki Instytutu Filozofii, prowadził zajęcia z logiki w latach 1975–1982.
Był także wykładowcą akademickim na Akademii Humanistyczno-Ekonomicznej w Łodzi w latach 2005–2010. Opublikował artykuły:
- Komunikat pozytywny a perswazja w mediach (Media, Kultura, Społeczeństwo 1(2)/2007[2])
- Semantyka komunikatu. Prawdziwość komunikatu w odniesieniu do jego strony niewerbalnej (Innowacje w edukacji akademickiej 1/2006 (5)[3]).

Pochowany na cmentarzu św. Rocha na Radogoszczu w Łodzi.